# فاکتور فعال‌کننده لنفوسیت بی
فاکتور فعال‌کننده لنفوسیت بی (انگلیسی: B-cell activating factor به اختصار (BAFF)، پروتئینی است که توسط ژن TNFSF13B کد می‌شود. فاکتور فعال‌کننده لنفوسیت بی، به نام شبیه‌ساز لنفوسیت بی(BLyS)نیز شناخته می‌شود.

## ساختار و عملکرد
BAFF یک سایتوکاین است که به خانوادهٔ لیگاندهای عامل نکروز توموری تعلق دارد. این سایتوکاین، لیگاندی برای گیرنده‌هایی نظیر TNFRSF13B/TACI, TNFRSF17/BCMA, و TNFRSF13C/BAFF-R محسوب می‌شود و وظیفهٔ یک فعال کنندهٔ قوی لنفوسیت بی را بر عهده دارد. این فاکتور نقش مهمی در تکثیر و تمایز لنفوسیت بی ایفا می‌کند.
BAFF حاوی ۲۸۵ اسید آمینه از نوع گلیکوپروتئین که ۱۲۴ اسید آمینه پس از فرایند گلیکوزیلاسیون باقی می‌مانند. همچنین به عنوان یک پروتئین تراپوسته‌ای در سلول‌های مختلف نظیر مونوسیت‌ها، سلول‌های دندریتیک و سلول‌های مغز استخوان بیان می‌شود. سیگنال‌های ایجاد شده با گیرنده‌های BAFFR و BCMA سبب تکثیر و مقابله با آپاپتوز در لنفوسیت بی می‌شود.

## تولید نوترکیب
Blysهای انسانی در اشریشیا کلی بیان و خالص شده‌اند. پروتئین Blys در باکتری‌های مهندسی شده به اندازه ۵۰ درصد کل پروتئین‌های باکتری را شامل می‌شود. در حالی که می‌تواند همچنان روند خالص سازی خود را حفظ کند.